# Over the Hump
Over the Hump (englisch etwa für „Über den Berg [sein]“) ist das achte Studioalbum der Gruppe The Kelly Family. Es wurde ein großer kommerzieller Erfolg und führte zum Durchbruch der Band im deutschsprachigen Raum.

## Hintergrund
Bereits 1993 hatte die Kelly Family mit WOW ein Album veröffentlicht, das erstmals ausschließlich Eigenkompositionen enthielt. Neben Straßenkonzerten gaben sie vermehrt Hallenkonzerte, darunter im Mai 1994 erstmals in der Westfalenhalle in Dortmund. Zwischen den Konzerten nahmen sie ihr Album Over the Hump im Sound Studio N in Köln auf. Dieses enthielt erneut ausschließlich selbstgeschriebene Lieder. Das Album kam am 26. August 1994 im Vertrieb von Kel-Life und im selben Jahr im Vertrieb durch edel records auf den Markt. Dies erlaubte es der Kelly Family, ihr Album regulär im Handel anzubieten und nicht wie bisher über den Straßenverkauf zu vertreiben. Im Oktober 1995 erschien eine weitere Version, diesmal vertrieben von EMI. Bereits vor Erscheinen des Albums war die Single An Angel herausgekommen; weitere Singleauskopplungen wurden Why Why Why, das von Maite Kelly geschriebene Lied Roses of Red sowie First Time.
In Deutschland konnte sich Over the Hump ab dem 19. September 1994 für 112 Wochen in den Charts halten (mit Unterbrechungen bis November 1996), wobei das Album 53 Wochen lang in den Top 10 und vier Wochen auf der Höchstposition stand. Vom Bundesverband Musikindustrie gab es neun Mal Gold. In Österreich (2-fach Platin im Januar 1996) und der Schweiz blieb das Album jeweils über 60 Wochen in den Charts.
Im Jahr 1996 erschien das Video Over the Hump mit allen Titeln des Albums als Musikvideo oder Liveauftritt.

## Covergestaltung

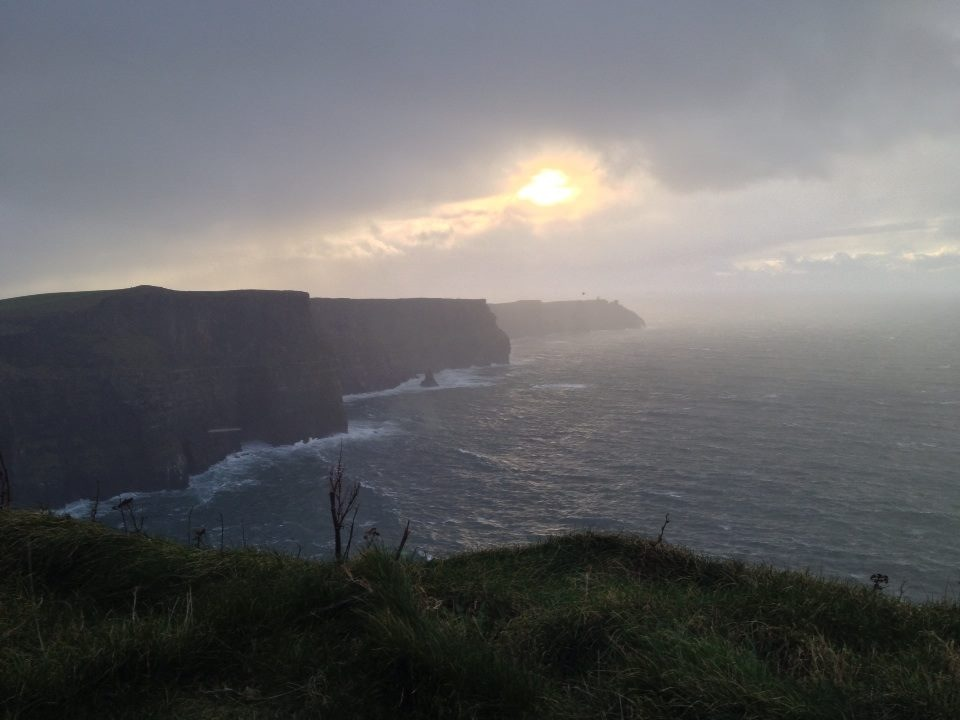
Cliffs of Moher

Das Cover zeigt die neun Mitglieder der Band Joey, Barby, Angelo, Paddy, Patricia, Kathy, John, Jimmy und Maite (v. l. n. r.) vor den Cliffs of Moher in Irland. Das Foto stammt von Thomas Stachelhaus; das Cover gestaltete Dan Kelly in Zusammenarbeit mit so.wie?so!.

## Titelliste
1. Why Why Why – 3:33
2. Father’s Nose – 3:18
3. First Time – 4:14
4. Baby Smile – 3:36
5. Cover the Road – 3:59
6. She’s Crazy – 3:40
7. Ares qui – 3:49
8. Key to My Heart – 2:57
9. Roses of Red – 3:46
10. Once in a While – 3:47
11. Break Free – 2:37
12. An Angel – 3:44
13. The Wolf – 3:25
14. Santa Maria – 3:07

## Rezeption
In ihrem Musikjahresrückblick konstatierte die Saarbrücker Zeitung Ende 1994: „Unerwartet auch der große Erfolg der Kelly Family mit der CD ‚Over The Hump‘“.
„Musikalisch zeigten sie erst Jahre später, dass sie auch ‚anders‘ können (auch wenn die zweite Single-Auskopplung ‚Why Why Why‘ schon bewusst etwas ‚griffiger‘ angelegt war)“, stellte cd-lexikon.de fest: „‚Over The Hump‘ enthielt doch recht viele Songs an der Grenze zum Kitsch – oder sogar darüber hinaus. ‚Santa Maria‘ ist ein Paradebeispiel – ein Song, den man nicht immer erträgt …“
Im Hinblick auf die Verkaufszahlen listete Die Zeit das Album 2009 unter den 17 größten Alben aller Zeiten sowie auf Platz 1 der in Deutschland verkauften Alben.

## Kommerzieller Erfolg

### Chartplatzierungen
| ChartsChartplatzierungen | Höchstplatzierung | Wochen |
| ------------------------ | ----------------- | ------ |
| Deutschland (GfK)        | 1 (114 Wo.)       | 114    |
| Österreich (Ö3)          | 1 (66 Wo.)        | 66     |
| Schweiz (IFPI)           | 1 (70 Wo.)        | 70     |

| ChartsJahrescharts (1994) | Platzierung |
| ------------------------- | ----------- |
| Deutschland (GfK)         | 22          |

| ChartsJahrescharts (1995) | Platzierung |
| ------------------------- | ----------- |
| Deutschland (GfK)         | 1           |
| Österreich (Ö3)           | 1           |
| Schweiz (IFPI)            | 1           |

| ChartsJahrescharts (1996) | Platzierung |
| ------------------------- | ----------- |
| Deutschland (GfK)         | 18          |
| Österreich (Ö3)           | 47          |

### Auszeichnungen für Musikverkäufe
Over the Hump wurde europaweit mit 3× Gold und 18× Platin für über vier Millionen verkaufte Einheiten ausgezeichnet. Quellen zufolge verkaufte sich das Album weltweit über fünf Millionen Mal. Das Album zählt mit über drei Millionen verkauften Einheiten in Deutschland zu den meistverkauften Musikalben des Landes.
| Land/Region          | Auszeichnungen für Musikverkäufe (Land/Region, Auszeichnung, Verkäufe) | Verkäufe    |
| -------------------- | ---------------------------------------------------------------------- | ----------- |
| Dänemark (IFPI)      | Gold                                                                   | (25.000)    |
| Deutschland (BVMI)   | 9× Gold                                                                | (3.000.000) |
| Europa (IFPI)        | 2× Platin                                                              | 4.000.000   |
| Niederlande (NVPI)   | Gold                                                                   | (50.000)    |
| Österreich (IFPI)    | 3× Platin                                                              | (150.000)   |
| Polen (ZPAV)         | 3× Platin                                                              | (300.000)   |
| Schweiz (IFPI)       | 3× Platin (Kel-Life) + · 2× Platin (Dino Music)                        | (250.000)   |
| Spanien (Promusicae) | Platin                                                                 | (100.000)   |
| Insgesamt            | 3× Gold · 18× Platin ·                                                 | 4.000.000   |

Hauptartikel: The Kelly Family/Auszeichnungen für Musikverkäufe